# Mercat de Santa Eulàlia
El Mercat de Santa Eulàlia, és un mercat municipal d'estil racionalista situat al barri de Santa Eulàlia de l'Hospitalet de Llobregat (Barcelonès), projectat per l'arquitecte Ramon Puig i Gairalt.
El mercat forma part de l'Inventari del Patrimoni Arquitectònic de Catalunya, es troba protegit com a bé cultural d'interès local i està catalogat en el Pla Especial de Protecció del Patrimoni Arquitectònic de l’Hospitalet de Llobregat (PEPPA) de l'any 2001.

## Descripció
Mercat que ocupa la superfície d'una illa delimitada, al sud per la Plaça Pius XII, a l'est pel Carrer Anselm Clavé, al nord pel Carrer Muns i a l'oest pel Carrer Pareto. El seu perímetre marca un octògon on s'inscriuen quatre naus disposades en forma de creu grega, amb teulades a doble vessant, que donen cabuda a 84 parades. Al seu voltant s'ha generat la venda de producte no alimentari,  generat  i als angles hi ha petites botigues que s'obren cap a l'exterior. Les quatre façanes estan decorades amb formes rectangulars. La il·luminació és zenital, mitjançant claraboies alternades entre el sostre d'uralita.

## Història
El mercat, projecte de l'arquitecte municipal Ramon Puig i Gairalt, es va construir entre el 1929 i el 1930, substituint l'antic mercat provisional, fet de casetes de fusta i que es construir els anys vint impulsat per la creixent immigració.
Encara que la data d’ocupació formal del mercat es l'any 1932, el 20 de juliol de 1935, s'inaugurà oficialment, convertint-se en el tercer mercat de l'Hospitalet, darrera del Mercat del Centre i el Mercat de Collblanc.
Aquella cerimònia inaugural va ser presidida per l’alcalde de la ciutat Hilari Rabal i pel seu predecessor, el capità Alfredo Martin Velázquez, i pels regidors Jornet, Saret, Bonet i Mestres, així com el secretari municipal Joan Coca Alujas.
Des de llavors, l'edifici s'ha reformat en diverses ocasions com en el 1989, quan es va fer la reforma de les parades exteriors, l'any 1990, quan es realitzà l'ampliació de les botigues exteriors, i el 2004, quan es realitzar la reforma integral del mercat, on respectant la seva estructura de creu grega, fou dotat d'instal·lacions més modernes i es crearen nous espais.